# Oxystegus circinatus
Oxystegus circinatus là một loài Rêu trong họ Pottiaceae. Loài này được (Besch.) Hilp. mô tả khoa học đầu tiên năm 1933.